# Ключников, Владимир Иванович
Влади́мир Ива́нович Клю́чников (16 апреля 1949, село Кучугуры, Воронежская область) — российский государственный и политический деятель. Председатель Воронежской областной думы (2005 - 2015). Первый заместитель секретаря Регионального политсовета «Единая Россия». Президент футбольных клубов «Динамо» Воронеж, «Факел-Воронеж» и «Факел» в конце 2000-х годов.

## Биография
В 1971 году окончил Воронежский лесотехнический институт (специальность «автомобильный транспорт»).
С 1971 по 1972 гг. – служба в рядах Советской Армии.
1972 г. – старший механик на грузовом автопредприятии № 3 г. Воронежа.
С 1972 по 1980 гг. – начальник мастерских, главный инженер автотранспортного пассажирского предприятия № 3.
С 1980 по 1982 гг. – инструктор отдела транспорта и связи Воронежского обкома КПСС.
С 1982 по 1986 гг. – заместитель начальника, главный инженер Центрально-Чернозёмного территориального транспортного управления.
В 1984 году окончил Ростовскую высшую партийную школу.
С 1986 по 1991 гг. – заведующий отделами Воронежского обкома КПСС: транспорта и связи, оборонной промышленности, социально-экономическим.
С 1991 г. по 1998 гг. – главный инженер, первый заместитель генерального директора Регионального акционерного общества автомобильного транспорта «Воронежавтотранс». С 1998 по 2005 гг. – генеральный директор РАО «Воронежавтотранс».
С 1985 по 1991 гг. – избирался депутатом Совета народных депутатов Центрального района г. Воронежа. Депутат Воронежской областной думы II-VI созывов, возглавляет комиссию по экологии и природопользованию, член комитета по транспорту, дорожному хозяйству и безопасности. В апреле 2005 г. – избран первым заместителем председателя Воронежской областной думы. После гибели спикера облдумы Юрия Тимофеевича Титова исполнял обязанности председателя Воронежской областной думы. С 8 сентября 2005 года по 25 сентября 2015 года – председатель Воронежской областной думы.

## Почётные звания и награды
- Медаль ордена «За заслуги перед Отечеством» I степени (13 октября 2014) — за активную законотворческую деятельность и многолетнюю добросовестную работу[4]
- Медаль ордена «За заслуги перед Отечеством» II степени (8 марта 2004) — за достигнутые трудовые успехи и многолетнюю добросовестную работу[5]
- Заслуженный работник транспорта Российской Федерации
- Почетный транспортник России
- Почётный знак «За добросовестную службу Воронежской области» (21 сентября 2015) — за многолетний плодотворный труд, большой личный вклад в развитие и совершенствование законодательства Воронежской области